# Bek
| G29 | k | A1 |

| G29 | k | A1 |

Bek (vagy Bak; neve jelentése egyiptomi nyelven: szolga) ókori egyiptomi udvari főszobrász Ehnaton uralkodása alatt. Apja, Men ugyanezt a pozíciót töltötte be Ehnaton apja, III. Amenhotep uralkodása idején; anyja, Roi egy héliopoliszi asszony volt.
Bek Héliopoliszban nőhetett fel, ebben a napkultuszáról híres városban, ahol Ehnatonnak még herceg korában feltehetőleg volt egy palotája. A héliopoliszi tanítások befolyásolhatták Ehnaton későbbi vallási nézeteit. Bek innen követte urát Ahet-Atonba, ahol ő felügyelte a király templomi szobrainak készítését. Ő irányította  szobrokhoz szükséges kő beszerzése végett használt asszuáni és Gebel esz-Szilszile-i kőfejtők megnyitását is.
Egy Asszuánban fennmaradt, a 9. év körül készült, sziklába faragott sztélé a két szobrászt, Ment és Beket mutatja, amint uraik előtt hódolnak. Jobboldalt Men látható III. Amenhotep szobra előtt; a szobor kétségkívül híres kolosszusainak egyike, melyet Men készített; ez a jelenet a hagyományos művészeti stílusban készült, az Amarna-korra csak az utal, hogy a fáraó neve – Nebmaatré Amenhotep – helyett uralkodói neve, a Nebmaatré szerepel kétszer egymás után leírva, hogy ne kelljen leírni Ámon nevét, kinek kultuszát ebben az időben üldözték. Baloldalt, Amarna-stílusban Aton ragyogó sugarai alatt ábrázolják Beket, amint hódol Ehnaton előtt, aki istenének mutat be áldozatot, a felirat szerint Aton nagy templomában. A sztéléről Ehnaton és Aton nevét később kivésték.
Bek azt állítja a sztélén, hogy ő „a tanítvány, akit őfelsége okított”, ez feltételezhetően arra utal, hogy az ő irányítása alatt születhettek azok az Amarna-kori szobrok, melyek a korábbi hagyománytól eltérően nem idealizált képet mutattak az uralkodóról és családjáról, hanem az igazságot igyekeztek bemutatni, nemritkán el is túlozva azt.
Egy ma Berlinben található szobor – a világ talán legkorábbi ismert önarcképe – feleségével, Taherettel együtt ábrázolja Beket, és itt is hangsúlyozza, hogy a fáraó tanította. Egy szintén Asszuánban található, erősen megrongálódott falrajzot, mely Ehnatont uralkodásának korai éveiben, még Amenhotepként ábrázolja, Atont pedig sólyomfejű emberalakként, szintén Bek készíttethetett.
Más, az Amarna-korban élt szobrászok neve is fennmaradt, például Thotmeszé és Jutié.